# Prolina
La prolina (abreujada Pro o P) és un dels aminoàcids transcripcionals que formen les proteïnes dels éssers vius. A l'ARNm, està codificada com a CCU, CCC, CCA o CCG. No és un aminoàcid essencial perquè l'ésser humà pot sintetitzar-la.
El final de la seva cadena lateral s'uneix al grup amino, tot formant una amina secundària; és una característica que no presenta cap altre dels 20 aminoàcids biològics. Aquesta característica confereix a l'enllaç peptídic amb la prolina un gir fix i marcat en l'estructura secundària de la proteïna. La forma L més comuna té estereoquímica S.
La prolina juntament amb la glutamina forma part majoritària de la molècula del gluten.

## Biosíntesi
La prolina se sintetitza a partir de l'aminoàcid L-glutamat i el seu precursor immediat és l'iminoàcid (S)àcid 1-pirroline-5-carboxilat (P5C). Alguns enzims involucrats en la biosíntesi típica són:
1. Glutamat 5-cinasa, Glutamat 1-cinasa (dependents d'ATP)
2. Glutamat desidrogenasa (requereix NADH or NADPH)
3. Pirroline-5-carboxilat reductasa (requereix NADH or NADPH)

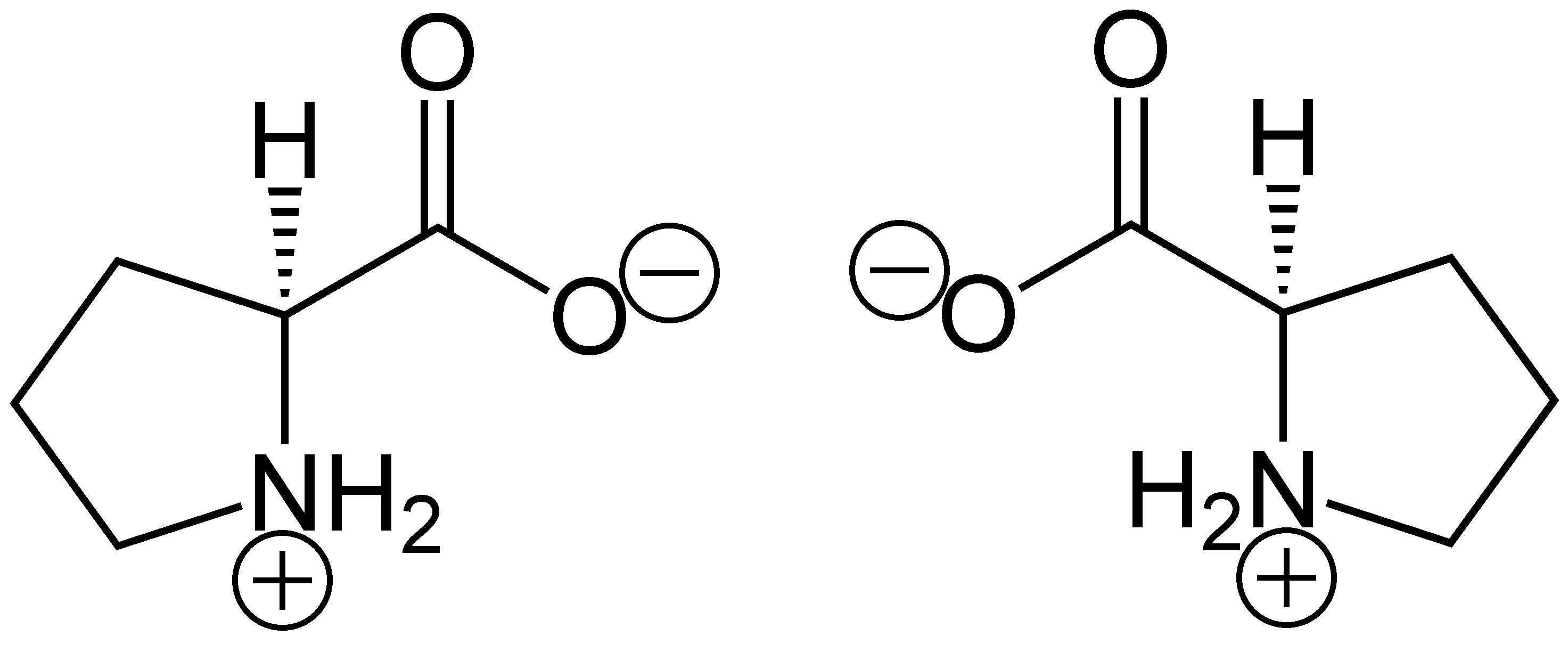
Estructura de zwitterió dels dos enantiòmers de la prolina: (S)-prolina (esquerra) i (R)-prolina

## Propietats en l'estructura proteica
La distintiva estructura cíclica de la cadena lateral de la prolina és un gran impediment en la flexibilitat de la cadena proteica que la conté. Concretament, afecta la llibertat de rotació de l'enllaç entre el nitrogen (N) i el carboni alfa (Cα), fent que l'angle díedre φ (que es defineix per la posició dels àtoms C'-N-Cα-C') estigui bloquejat als −60°: la formació menys forçada. Aquest fet dona a la prolina una excepcional rigidesa comparada amb qualsevol altre aminoàcid. A més a més, a l'hora de plegar una proteïna i assolir la forma final de l'estructura, perd molt poca entropia formacional, un dels motius de la seva presència tan estesa en les proteïnes d'organismes termòfils.
La prolina actua trencant la uniformitat enmig d'estructures secundàries com ara l'hèlix alfa i les làmines beta; tot i així, és més comú trobar-la com el primer residu d'una hèlix alfa i als filaments de la vora de làmines beta. La prolina també és molt present en els girs, cosa que pot explicar el curiós fet de ser normalment exposada al solvent (a l'exterior) tot i tenir una cadena lateral completament alifàtica (hidròfoba). Quan la prolina és unida com a amida en l'enllaç peptídic, a diferència dels altres aminoàcids, no té cap hidrogen unit al seu nitrogen: aquest no pot actuar com a donador de pont d'hidrogen, però sí com a acceptor de pont d'hidrogen.
Una filera amb múltiples prolines i/o hidroxiprolines pot crear una hèlix de poliprolina, l'estructura secundària predominant en el col·lagen. La hidroxilació de la prolina per part de la prolil hidroxilasa incrementa l'estabilitat formacional del col·lagen significativament. Per tant, la hidroxilació de la prolina és un procés bioquímic crític per al manteniment del teixit connectiu dels organismes superiors. Malalties severes com ara l'escorbut poden ser causades per alteracions en aquesta hidroxilació, provocades per mutacions en l'enzim prolil hidroxilasa o falta d'àcid ascòrbic (vitamina C), necessari com a cofactor del mateix enzim.